# محمد كامارا (لاعب كرة قدم مالي)
محمد كامارا (بالفرنسية: Mohamed Camara)‏ هو لاعب كرة قدم مالي، ولد في 6 يناير 2000 في مالي يلعب في نادي السد القطري. لعب مع نادي ليفيرينج وريد بول سالزبورغ ونادي موناكو.

## وصلات خارجية
- محمد كامارا على موقع قاعدة بيانات كرة القدم.إي يو (الإنجليزية)
- محمد كامارا على موقع ليكيب (الفرنسية)
- محمد كامارا على موقع ناشيونال فوتبول تيمز (الإنجليزية)
- محمد كامارا على موقع Soccerbase.com (لاعب) (الإنجليزية)
- محمد كامارا على موقع Soccerway.com (الإنجليزية)
- محمد كامارا على موقع عالم كرة القدم.نت (الإنجليزية)